# Chrysotimus luteolus
Chrysotimus luteolus är en tvåvingeart som beskrevs av Octave Parent 1932. Chrysotimus luteolus ingår i släktet Chrysotimus och familjen styltflugor. Inga underarter finns listade i Catalogue of Life.